# William Tanui
William Kiptarus Tanui (Kemeloi, Nandi (district), 22 februari 1964) is een voormalige Keniaanse middellangeafstandsloper, die gespecialiseerd was in de 800 m en later in de 1500 m. Op de 800 m werd hij olympisch kampioen, Afrikaans kampioen en tweemaal Keniaans kampioen.

## Loopbaan
Tanui kreeg op relatief oude leeftijd bekendheid, toen hij in 1989 op de Keniaanse selectiewedstrijden voor de Gemenebestspelen de 1500 m won. Op de Gemenebestspelen zelf in Auckland werd hij een jaar later teleurstellend zesde.
In 1990 won hij de 800 m op de Afrikaanse kampioenschappen in Caïro. Ook op de wereldkampioenschappen atletiek 1991 in de Spaanse stad Sevilla passeerde hij op dit nummer weliswaar als eerste de finish, maar werd later gediskwalificeerd, omdat hij te vroeg zijn baan verlaten zou hebben.
De grootste prestatie van zijn sportcarrière leverde William Tanui in 1992. Op de Olympische Spelen van 1992 in Barcelona veroverde hij op de 800 m het olympische goud. Met een tijd van 1.43,66 versloeg hij zijn landgenoot Nixon Kiprotich (zilver; 1.43,70) en de Amerikaan Johnny Gray (brons; 1.43,97). Op de Wereldkampioenschappen atletiek 1993 in Stuttgart kon hij zijn vorm niet vasthouden en werd hij slechts zevende.
Hierna specialiseerde Tanui zich in de 1500 m. Op de Olympische Spelen van 1996 in Atlanta werd hij vijfde. Op het WK indoor in Parijs werd hij derde en twee jaar later op het WK indoor 1999 in Maebashi viste hij met een vierde plaats net achter de medailles.

## Titels
- Olympisch kampioen 800 m - 1992
- Afrikaans kampioen 800 m - 1990
- Keniaans kampioen 800 m - 1990, 1992, 1993

## Persoonlijke records
Outdoor
| Onderdeel   | Prestatie | Datum            | Plaats   |
| ----------- | --------- | ---------------- | -------- |
| 800 m       | 1.43,30   | 6 september 1991 | Rieti    |
| 1000 m      | 2.15,83   | 20 januari 1990  | Auckland |
| 1500 m      | 3.30,58   | 16 augustus 1997 | Monaco   |
| 1 Eng. mijl | 3.50,57   | 26 augustus 1997 | Berlijn  |

Indoor
| Onderdeel   | Prestatie | Datum            | Plaats       |
| ----------- | --------- | ---------------- | ------------ |
| 800 m       | 1.46,12   | 4 maart 1993     | Sevilla      |
| 1000 m      | 2.19,20   | 20 februari 2000 | Birmingham   |
| 1500 m      | 3.34,77   | 7 maart 1999     | Maebashi     |
| 1 Eng. mijl | 3.56,76   | 13 februari 2000 | Liévin       |
| 2000 m      | 4.57,31   | 28 februari 1999 | Sindelfingen |
| 3000 m      | 7.58,60   | 20 februari 2002 | Pireás       |

## Palmares

### 800 m
- 1990:  Afrikaanse kamp. - 1.46,80
- 1990:  Grand Prix Finale - 1.44,95
- 1991: DSQ WK
- 1991:  Afrikaanse Spelen - 1.47,40
- 1992:  OS - 1.43,66
- 1992:  Wereldbeker - 1.46,14
- 1993: 7e WK - 1.45,80
- 1994:  Wereldbeker - 1.46,84

### 1500 m
- 1990: 6e Gemenebestspelen
- 1990:  Goodwill Games - 3.40,13
- 1995: 5e Grand Prix Finale - 3.33,69
- 1996: 5e OS - 3.37,42
- 1997:  WK indoor - 3.37,48
- 1998:  Grand Prix Finale - 3.33,30
- 1999: 4e WK indoor - 3.34,77
- 1999: 4e Grand Prix Finale - 3.33,93

### 1 Eng. mijl
- 1996:  Emsley Carr Mile - 3.54,57
- 1997: 4e Grand Prix Finale - 4.05,08
- 1998:  Goodwill Games - 3.54,05

### 5000 m
- 2004:  Juhannuskisat in Saarijärvi - 14.57,17

1896: Teddy Flack ·
1900: Alfred Tysoe ·
1904: Jim Lightbody ·
1908: Mel Sheppard ·
1912: Ted Meredith ·
1920: Albert Hill ·
1924: Douglas Lowe ·
1928: Douglas Lowe ·
1932: Tommy Hampson ·
1936: John Woodruff ·
1948: Mal Whitfield ·
1952: Mal Whitfield ·
1956: Tom Courtney ·
1960: Peter Snell ·
1964: Peter Snell ·
1968: Ralph Doubell ·
1972: Dave Wottle ·
1976: Alberto Juantorena ·
1980: Steve Ovett ·
1984: Joaquim Cruz ·
1988: Paul Ereng ·
1992: William Tanui ·
1996: Vebjørn Rodal ·
2000: Nils Schumann ·
2004: Joeri Borzakovski ·
2008: Wilfred Bungei ·
2012: David Rudisha ·
2016: David Rudisha ·
2020: Emmanuel Korir ·
2024: Emmanuel Wanyonyi